# Евпраксино
Евпраксино — село в Приволжском районе Астраханской области России. Является административным центром Евпраксинского сельсовета.

## История
В «Списке населенных мест Российской империи» 1859 года Евпраксино упомянута как владельческая деревня Астраханского уезда (2-го стана) при реке Болде, расположенное в 30 верстах от губернского города Астрахани. В Евпраксино насчитывалось 10 дворов и проживало 57 человек (26 мужчин и 31 женщина).

## География
Село находится в юго-восточной части Астраханской области, на правом берегу протоки Прямая Болда дельты реки Волги, на расстоянии примерно 10 километров (по прямой) к югу от села Началово, административного центра района. Абсолютная высота — 19 метров ниже уровня моря.
Климат умеренный, резко континентальный. Характеризуется высокими температурами летом и низкими — зимой, малым количеством осадков, а также большими годовыми и летними суточными амплитудами температуры воздуха.

## Население
| 2002 | 2010  |
| ---- | ----- |
| 1201 | ↗1379 |

По данным Всероссийской переписи, в 2010 году численность населения села составляла 1379 человек (645 мужчин и 734 женщины). Согласно результатам переписи 2002 года, в национальной структуре населения русские составляли 67 %.

## Инфраструктура
В селе находятся начальная школа (филиал МБОУ «Приволжская СОШ № 2»), детский сад, врачебная амбулатория (филиал МУЗ «Приволжская центральная районная больница») и дом культуры.

## Улицы
Уличная сеть села состоит из 15 улиц и 2 переулков.